# نيكول توبيولا
نيكول توبيولا (بالإنجليزية: Nicole Tubiola)‏ هي ممثلة أمريكية، ولدت في 7 أغسطس 1979 في الولايات المتحدة.

## أعمال

### أفلام
- (2009) فايرد أب

## وصلات خارجية
- نيكول توبيولا على موقع IMDb (الإنجليزية)
- نيكول توبيولا على موقع ألو سيني (الفرنسية)
- نيكول توبيولا على موقع أول موفي (الإنجليزية)
- نيكول توبيولا على موقع قاعدة بيانات الفيلم (الإنجليزية)
- نيكول توبيولا على موقع كينوبويسك (الروسية)